# تومویا وارابینو
تومویا وارابینو (انگلیسی: Tomoya Warabino؛ زادهٔ ۴ اوت ۱۹۸۷) بازیگر اهل ژاپن است. وی از سال ۲۰۰۶ میلادی تاکنون مشغول فعالیت بوده‌است.